# Sunflower Gold
Le Sunflower Gold (さんふらわあ ごーるど, Sanfurawā Gōrudo) est un ferry appartenant à la compagnie japonaise Ferry Sunflower. Construit en 2007 aux chantiers Mitsubishi Heavy Industries de Shimonoseki pour la compagnie Diamond Ferry, il entre en service en novembre 2007 sur la liaison reliant Kobe à Ōita, sur l'île de Kyūshū. Transféré en 2009 au sein de la nouvelle entité Ferry Sunflower, issue de la fusion de cette dernière avec Diamond Ferry et Kansai Kisen, il conserve cependant son affectation d'origine.

## Historique

### Origines et construction
Depuis le début des années 2000, la desserte maritime des liaisons reliant le Kansai à l'île de Kyūshū par le groupe Mitsui O.S.K. Lines est réparti entre trois filiales, les compagnies Blue Highway Line West Japan et Kansai Kisen, exploitant conjointement leur flotte sous la bannière Sunflower, et la compagnie Diamond Ferry. En 2007, le groupe MOL prend la décision de faire fusionner Blue Highway Line West Japan et Diamond Ferry au profit de cette dernière, ainsi, la compagnie récupère la flotte, les liaisons et la marque Sunflower. Au même moment, tandis que le processus de fusion est en cours, la direction de Diamond Ferry décide de profiter de cette occasion pour remplacer ses navires Ferry Diamond et Star Diamond sur la ligne Kobe - Ōita. Une nouvelle paire de car-ferries est alors commandée aux chantiers Mitsubishi Heavy Industries de Shimonoseki.
Dans le cadre du projet de fusion entre Diamond Ferry et Blue Highway Line West Japan, les futurs navires sont baptisés Sunflower Gold et Sunflower Pearl. Ils s'inscrivent dans la continuité de leur prédécesseurs avec toutefois des caractéristiques générales légèrement plus imposantes au regard de ces derniers et affichent ainsi des dimensions moyennes avec une longueur de 165 mètres et un tonnage de 11 000 tonneaux. Comme le veut la tendance sur les lignes maritimes intérieures japonaises, la capacité passagère est légèrement abaissée par rapport aux anciens navires tandis que celle du garage est augmentée de 40% du fait de la surface de roulage plus importante. Bien que fonctionnels, les locaux destinées aux passagers vont être conçus pour offrir un certain confort avec d'agréables parties communes et davantage de cabines privatives dont certaines équipées de balcon. Sur le plan technique, des mesures visant à réduire l'impact environnemental des navires vont être expérimentées, dont notamment la propulsion assurée au moyen d'une hélice unique entrainée par deux moteurs.
Mis sur cale le 21 avril 2007, le Sunflower Gold est lancé quelques mois plus tard le 3 juillet. Après de rapides travaux de finitions, il est livré à Diamond Ferry le 15 novembre.

### Service
Le Sunflower Gold est mis en service le 21 avril 2007 entre Kobe et Ōita. Il se substitue sur cette ligne au Ferry Diamond. Entre le début de la construction du navire et sa livraison, Diamond Ferry a absorbé la compagnie Blue Highway Line West Japan et récupéré par conséquent la marque commerciale Sunflower. Ainsi, en plus du préfixe dans son nom, le Sunflower Gold arbore sur ses flancs l'emblématique livrée au tournesol.
Le 21 octobre 2009, au cours d'une rotation entre Ōita et Kobe, un défaut de conception au niveau de l'unique hélice du navire provoque une avarie venant perturber le fonctionnement du pas variable. Ce problème technique ayant une incidence sur la vitesse du navire, celui-ci est retiré du service et la pièce défectueuse est remplacée. Des dysfonctionnements similaires seront également constaté sur son sister-ship le Sunflower Pearl qui verra lui aussi son hélice remplacée. Quelque temps plus tard, en novembre, les principales compagnies du réseau Sunflower naviguant vers Kyūshū fusionnent pour ne former qu'une seule et même entité. En conséquence, la flotte de Diamond Ferry est intégrée à cette nouvelle société, ce qui ne modifie cependant pas l'affectation du Sunflower Gold et de son jumeau.

## Aménagements
Le Sunflower Gold possède 8 ponts. Si le navire s'étend en réalité sur 10 étages, deux d'entre sont inexistants au niveau des garages afin de lui permettre de transporter du fret. Les locaux passagers occupent principalement les ponts 5 et 6 ainsi qu'une partie du pont 7 où se situent également les quartiers de l'équipage. Les garages se situent sur les ponts 1, 2, 3 et 4.

### Locaux communs
Les aménagements du Sunflower Gold sont principalement situées sur les ponts 5 et 6. Le navire est équipé d'un restaurant , d'une boutique de bains publics d'une salle de jeux ainsi que d'un coin fumeur.

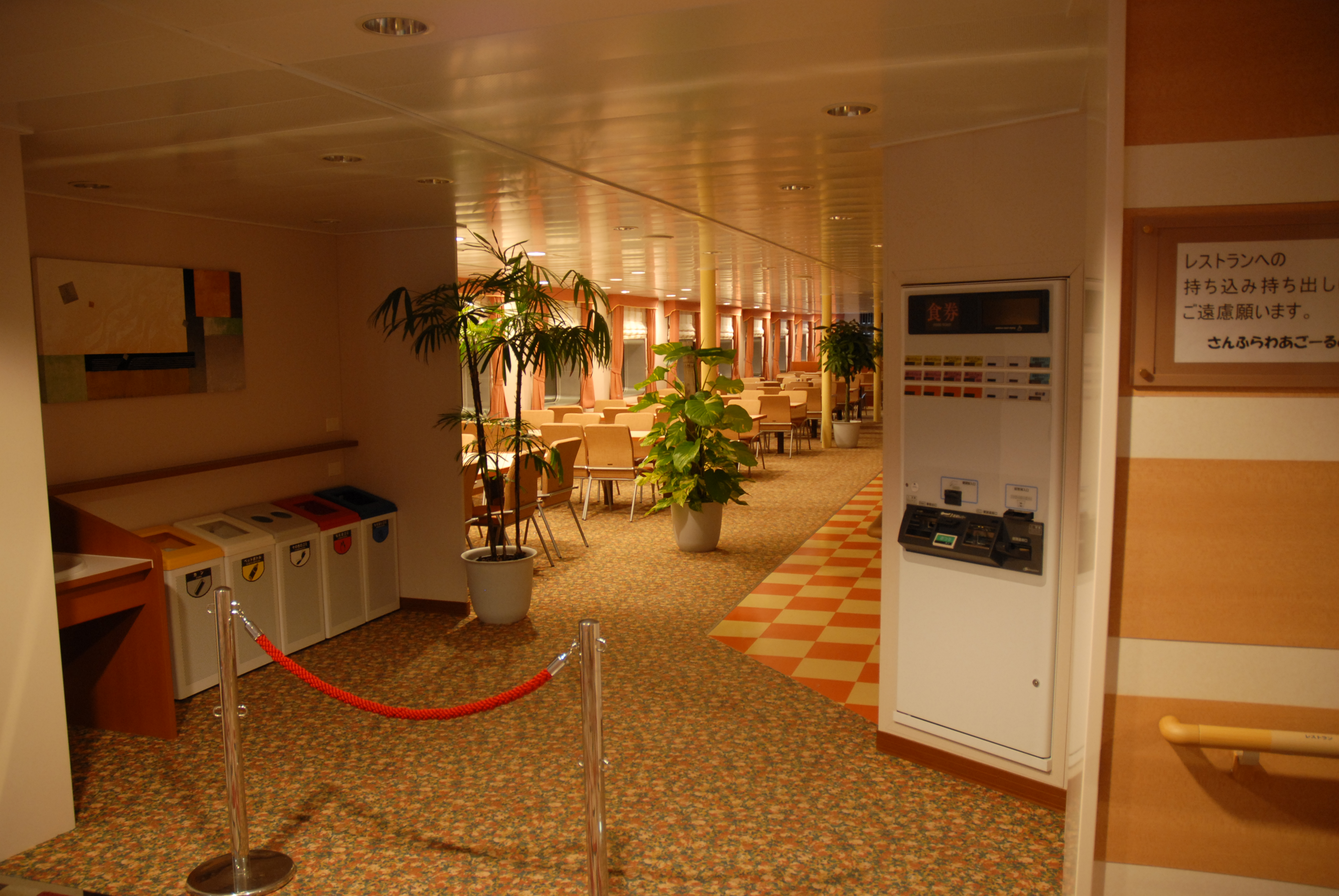
Restaurant sur le pont 5
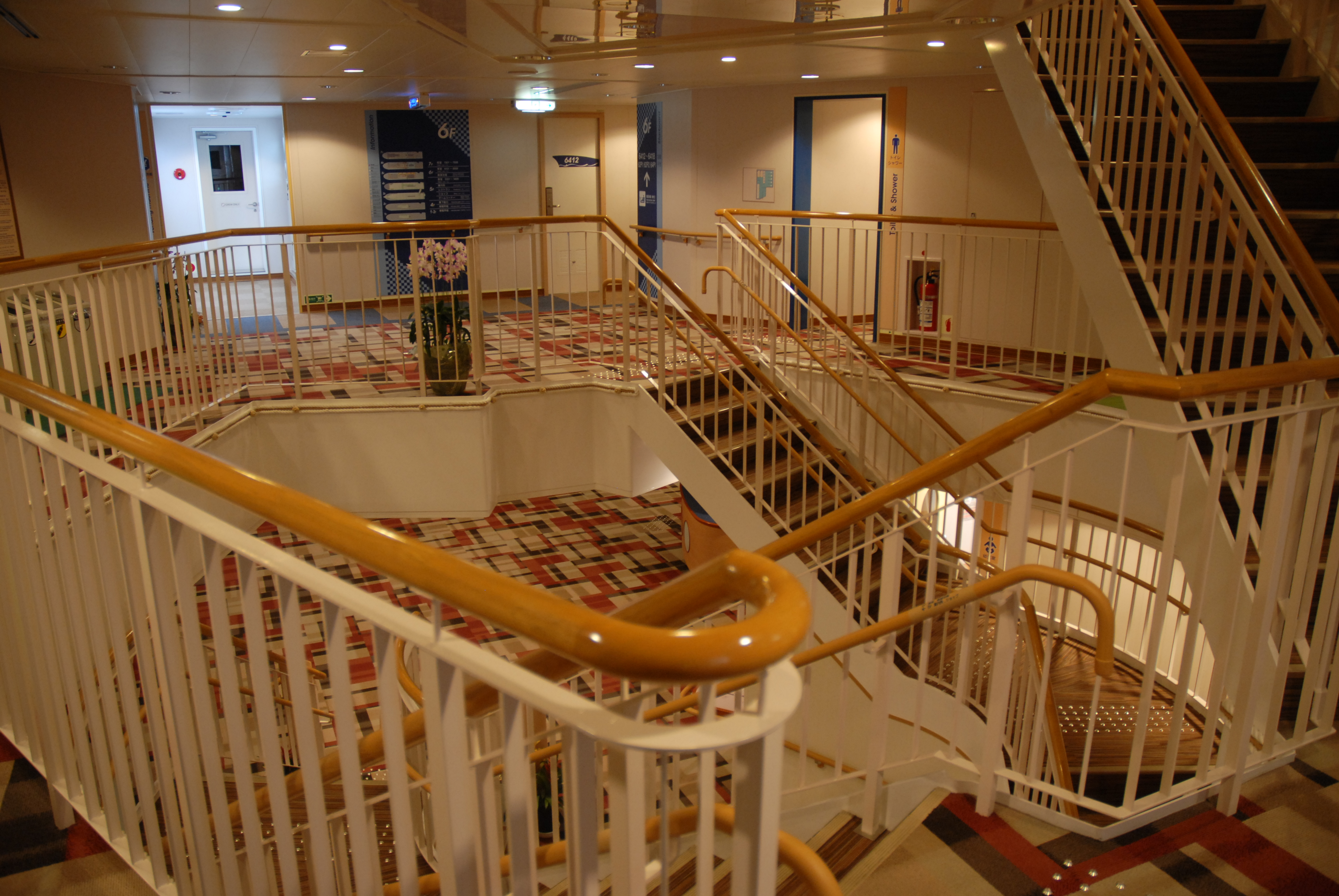
Atrium principal au centre du navire
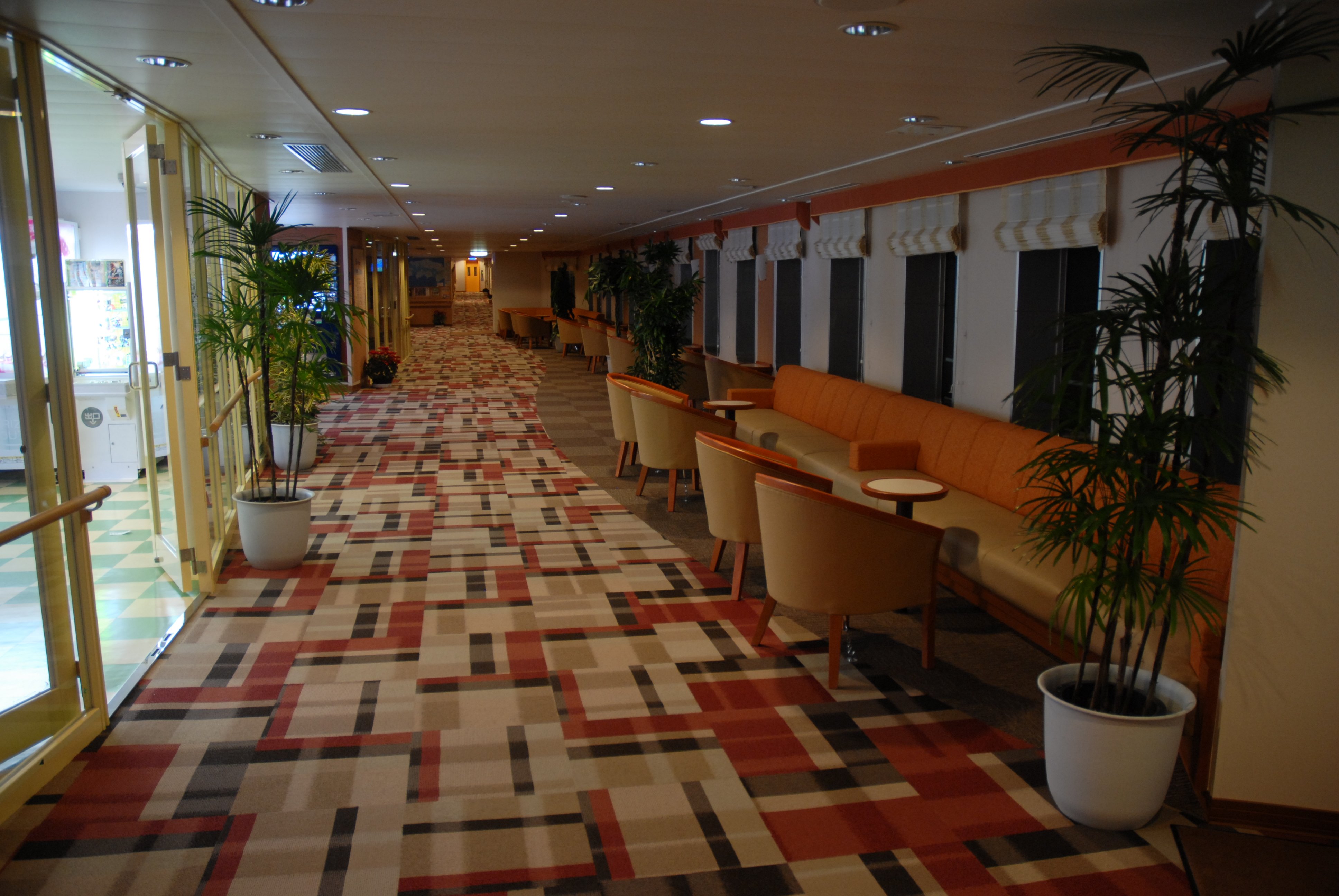
Promenade intérieure

### Cabines
À bord du Sunflower Gold, les cabines sont situées sur les ponts 5 et 6 vers l'avant ainsi que sur le pont 7 au milieu. Le navire est équipé de huit cabines Deluxe équipées de sanitaires pouvant loger deux à quatre passagers, de cabines Standard d'une capacité de quatre personnes avec lits superposés et lavabo, de cabines individuelles ainsi que de dortoirs.

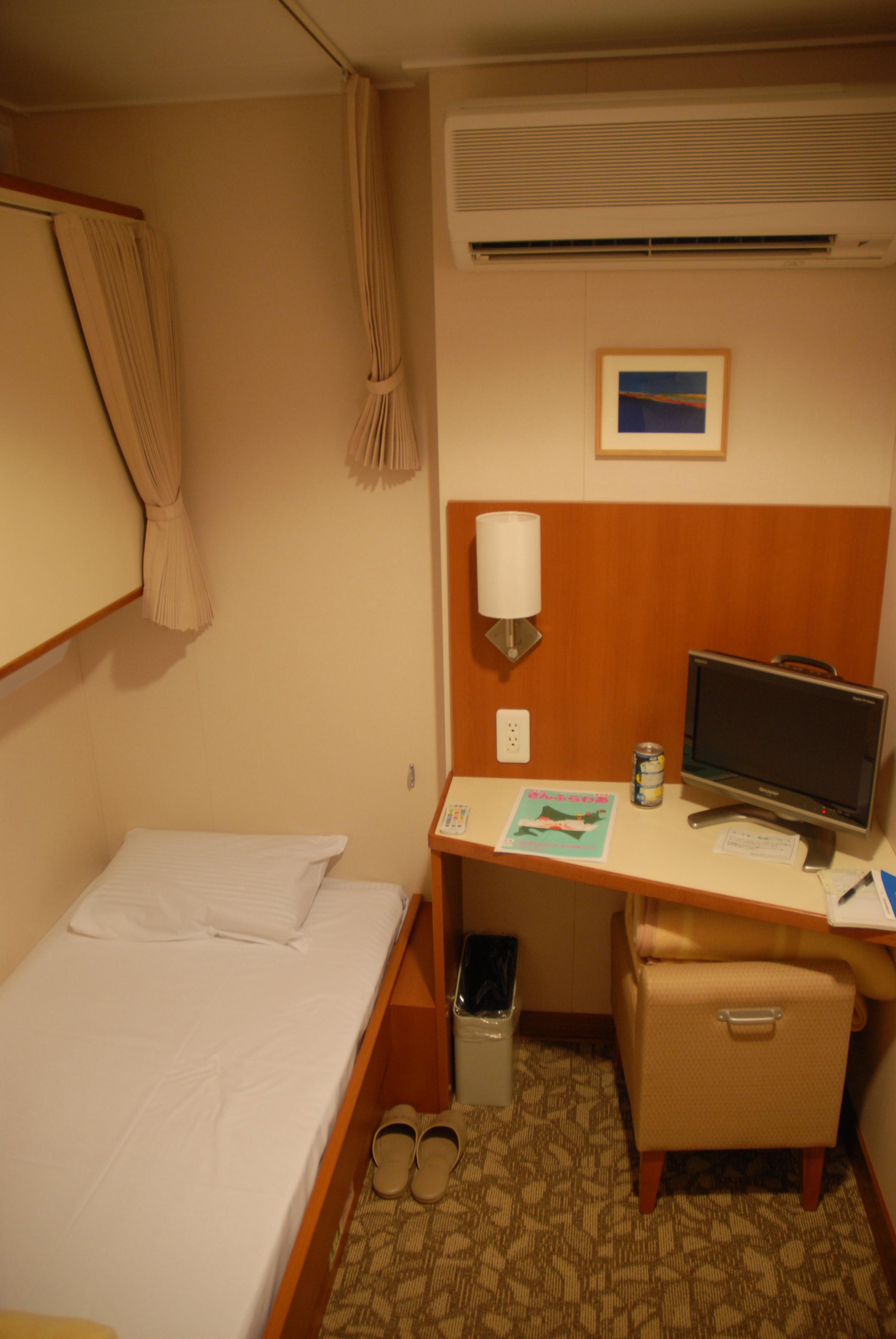
Cabine individuelle

## Caractéristiques
Le Sunflower Gold mesure 165,50 mètres de long pour 27 mètres de large, son tonnage est de 11 178 UMS (le tonnage des car-ferries japonais étant défini sur des critères différents, il est en réalité plus élevé). Il peut embarquer 748 passagers et possède un spacieux garage pouvant embarquer 75 véhicules et 147 remorques. Le garage est accessible au moyen de deux porte rampe axiales situées à la proue et à la poupe ainsi qu'une porte latérale située à l'arrière du côté tribord. La propulsion du Sunflower Gold est assurée par deux moteurs diesel SEMT Pielstick 12PC2-6B1 développant une puissance de 18 000  kW entraînant une hélice unique à pas variables faisant filer le bâtiment à une vitesse de 23,2 nœuds. Il est aussi doté d'un propulseur d'étrave, de trois propulseurs arrières ainsi que d'un stabilisateur anti-roulis. Les dispositifs de sécurité sont essentiellement composés de radeaux de sauvetage mais aussi d'une embarcation semi-rigide de secours.

## Lignes desservies
Depuis sa mise en service, le Sunflower Gold est employé toute l'année sur la liaison Kobe - Ōita qu'il dessert quotidiennement en voyage de nuit en tandem avec son jumeau le Sunflower Pearl.